# 有馬貴純
有馬 貴純（ありま たかずみ、生没年不詳）は、肥前の戦国大名。有馬氏澄の子。父の代まで｢澄｣の字を使用していたため、貴澄（読み同じ）とも書く。官位は肥前守。左近将監。

## 略歴
戦国時代前期の有馬氏の当主で、有馬氏中興の祖として知られ、戦国大名化に尽力した。居城の日野江城を難攻不落に強化とした執政能力の他、猛将としても知られ、破竹の勢いで高来郡を制圧し、さらに短期間のうちに藤津、杵島の両郡を併合する。そして江戸時代前期の島原の乱で有名になった原城を築城し、龍造寺氏台頭前の肥前に最大版図を築き上げた。この殆どの領地は孫の有馬晴純の代までは受け継がれている。1494年には領地から追われた少弐政資をかくまい、援軍を送っている。没年は分かっていないが、64歳で死去したといわれている。一部の事跡については子の尚鑑の代の事件とされることもある。
大村氏の大村純前の外祖父に当り、その縁もあって、曾孫の一人である純忠が後に大村氏当主となっている。

## 系譜
- 父：有馬氏澄
- 母：不詳
- 妻：不詳
  - 男子：有馬尚鑑 - ひさあき、｢尚｣字は将軍足利義尚から賜ったものと思われる
  - 男子：長崎康純（やすずみ）
  - 女子：大村純伊室